# セコムジャスティック
セコムジャスティック株式会社 (英：SECOM JASTIC Co., ltd.) は、セコムグループの常駐警備専門会社。主な顧客は空港・百貨店・オフィスビル・金融機関。

## トータルシステムの提供
- 提供業務
  - 施設警備
  - 身辺警備（SP）
    - 身辺警備
    - 株主総会警備
    - ご家族への警備

  - イベント警備・その他特殊警備
    - イベント警備
    - 私邸警備
    - 臨時警備
    - 警送業務

## 各事業部・支店・事務所
- 本社／東京都文京区目白台2-7-8

### 関東地方
- 西関東支店／埼玉県さいたま市大宮区仲町1-54-3
- 栃木事務所／栃木県宇都宮市大通り3-1-17
- 茨城事務所／茨城県水戸市大町3-2-3
- 東関東支店／千葉県千葉市美浜区新港14-2
- 東京第一事業部・東京第二事業部／東京都文京区目白台2-7-8
- 神奈川支店／神奈川県横浜市西区北幸2-10-39

### 中部地方
- 中部事業部／愛知県名古屋市中区丸の内3-20-9
- 静岡事務所／静岡県静岡市葵区駒形通3-4-4
- 浜松事務所／静岡県浜松市中区伝馬町312-32
- 岐阜事務所／岐阜県岐阜市神田町1-8-5
- 三重事務所／三重県四日市市十七軒町16-3

### 近畿地方
- 関西事業部／大阪府大阪市中央区北浜2-5-22
- 滋賀事務所／滋賀県大津市末広町1-1
- 京都事務所／京都府京都市下京区河原町通松原上る2富永町338
- 兵庫事務所／兵庫県神戸市中央区栄町通2-5-1
- 和歌山事務所／和歌山県和歌山市友田町4-123
- 奈良事務所／奈良県生駒市東生駒1-6-1-7

## 関連会社
- 株式会社ジェイケイシレス

## 業務提携
- セコムジャスティック秋田株式会社
- セコムジャスティック山梨株式会社
- セコムジャスティック上信越株式会社
- セコムジャスティック北陸株式会社
- セコムジャスティック山陰株式会社
- セコムジャスティック高知株式会社
- セコムジャスティック宮崎株式会社
- 株式会社連邦警備[2]
- 株式会社スリーエス[3]
- 株式会社トスネット